# والي سزربياك
والي سزربياك (بالإسبانية: Wally Szczerbiak) مواليد 5 مارس 1977 في مدريد، هو لاعب كرة سلة أمريكي سابق بدأ مسيرته الاحترافية في سنة 1999 وحمل الرقم 10 و55 و3. يبلغ طوله 6 قدم 7 بوصة (2.0 م). اعتزل اللعب في 2009.

## فرق لعب لها
- مينيسيوتا تيمبر وولفز
- بوسطن سيلتكس
- كليفلاند كافالييرز

## الميداليات
| الميدالية | المسابقة                             |
| --------- | ------------------------------------ |
| ذهبية     | بطولة أمم الأمريكتين لكرة السلة 1999 |

## روابط خارجية
- والي سزربياك على موقع إن بي أي (الإنجليزية)
- والي سزربياك على موقع سبورتس رفرنس (الإنجليزية)
- والي سزربياك على موقع كرة السلة الأوروبية.كوم (الإنجليزية)
- والي سزربياك على موقع كلية كرة السلة في سبورتس رفرنس.كوم (الإنجليزية)
- والي سزربياك على موقع ريلجم (الإنجليزية)
- والي سزربياك على موقع بروبوليرز (الإنجليزية)